# Effet Bezold

Démonstration de l'effet Bezold. Le rouge semble plus clair combiné avec le blanc, et plus foncé combiné avec le noir.

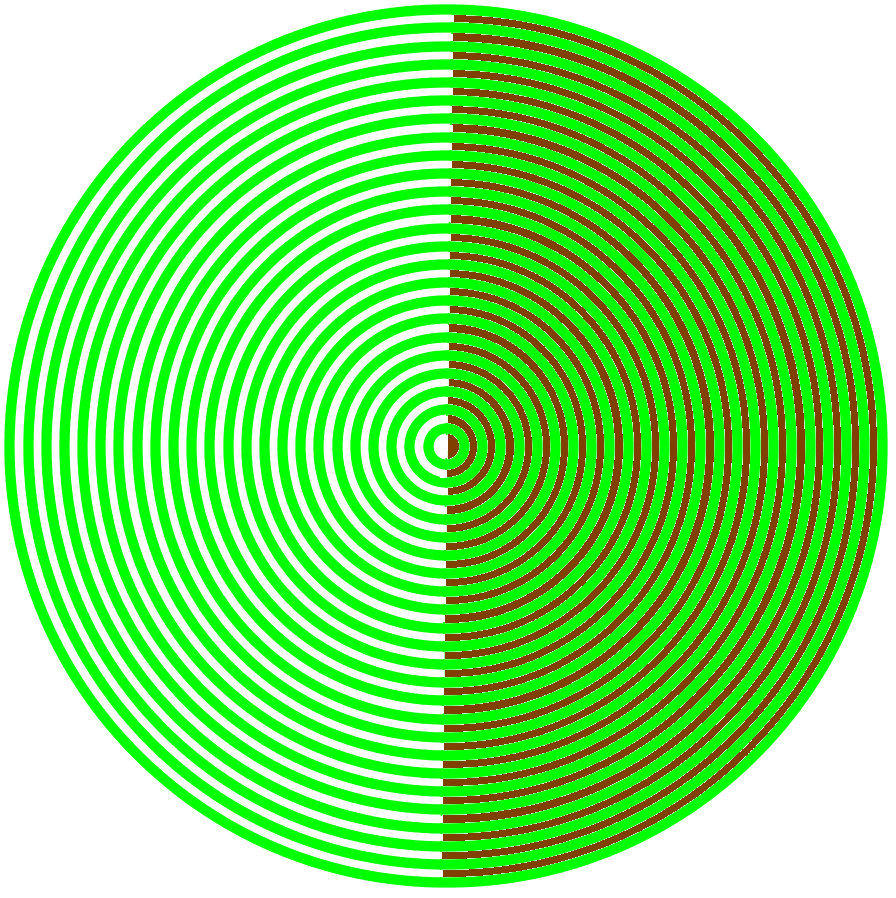
Les anneaux circulaires verts sont perçus plus brillants dans l'environnement blanc de la moitié gauche que dans l'environnement brun de la moitié droite

L'effet Bezold est une illusion d'optique, nommée ainsi d'après le nom du météorologue allemand, Wilhelm von Bezold (1837-1907). Un autre phénomène d'optique, dénommé « Phénomène de Bezold–Brücke », est également associé à son nom avec celui du physiologist allemand Ernst Wilhelm von Brücke.

## Définition

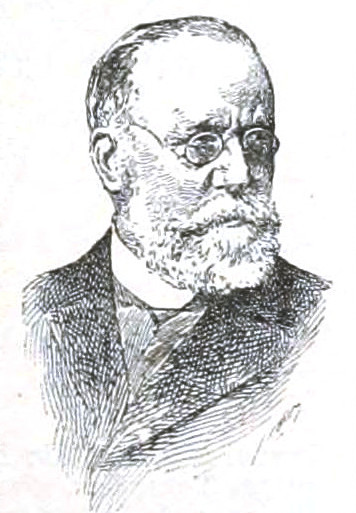
Wilhelm von Bezold

Le professeur en météorologie Wilhelm von Bezold (en) a découvert qu'une couleur peut apparaître différente en fonction de sa relation avec les couleurs adjacentes.
Lorsque de petites zones de couleur sont intercalées, un effet d’assimilation appelé effet d’étalement de von Bezold, similaire au mélange de couleurs spatiales, est obtenu.

## Phénomène de Bezold–Brücke
Le phénomène de Bezold-Brücke (en) décrit une autre particularité liée à la vision : lorsque la luminance augmente mais reste en dessous de l'éblouissement, l'apparence des couleurs se modifie : cet effet, découvert en 1873 par les deux savants Wilhelm von Bezold et Ernst Wilhelm von Brücke, met en avant le couple chromatique jaune/bleu pâle : l'accroissement de la luminance fait jaunir le rouge et le vert-jaunâtre, tandis que le violet et le bleu-vert tendent vers le bleu.